# Пиљски водопад
Пиљски водопад (или Пиљ) је четврти по висини водопад у Србији са 64 метра. Налази се у југоисточној Србији, на око четири километра јужно од села Топли До на Старој планини. Смештен је у веома неприступачном и шумовитом пределу испод врха Пиљ (1.467 метара) на Пиљском потоку. Због своје забачености откривен је тек 2002. године, а до тада је за њега знало само локално становништво.
Водопад се састоји из две каскаде „Горњи Пиљ“ (нижа) и „Доњи Пиљ“ (виша). Налази се на надморској висини од око 1.450 метара. Водопад на дну формира велики вртлог.
У непосредној близини су и водопади Чунгуљски скок и Куртулски скок.